# 特定商取引に関する法律
特定商取引に関する法律（とくていしょうとりひきにかんするほうりつ、昭和51年6月4日法律第57号）は、訪問販売等、業者と消費者の間における紛争が生じやすい類型の取引（特定商取引）について、勧誘行為や広告内容の規制等紛争を回避するための規制および、クーリング・オフ制度等、特別の契約解除権等を設けることによって、取引の公正性と消費者被害の防止を図ることに関する日本の法律である。略称は「特定商取引法」「特商法」。
当初は通商産業省生活産業局が所管したが、経済産業省商務情報政策局消費・流通政策課を経て、2009年の消費者庁発足以降は消費者庁取引対策課が主務官庁となった。経産省とはその後も連携している。また公正取引委員会経済取引局企業取引課、警察庁サイバー警察局サイバー捜査課（旧・情報通信局）および独立行政法人国民生活センター相談情報部などと連携して執行にあたる。
以下、本項では特定商取引に関する法律を法、特定商取引に関する法律施行令を令、特定商取引に関する法律施行規則を規則と略記する。
また、特商法については単に条名のみを摘示することがある。

## 沿革
法の沿革等については、消費者庁の特定商取引法ガイドなども参照。

### 制定の経緯
1970年代の日本においては、消費者需要の量的増大及び質的多様化が急速に進展するとともに、情報伝達及び交通輸送の手段が整備されたことによって販売業者間の競争が激化し、多くの販売業者が、店舗外での販売による顧客獲得を目指して活動した。 
しかし、訪問販売及び通信販売という新しい販売方法に関して、業界内での倫理が確立されておらず、消費者も、そうした販売方法に不慣れである上、販売業者と消費者との接触がその場限りに留まることが多く、事後的な紛争解決が困難であるという事情が重なり、販売業者と消費者との間における紛争が増加していた。
また、日本においては、1960年代後半から、悪質なマルチ商法が社会問題化していた。
本法は、上記紛争及び社会問題に対処するため、1976年、「訪問販売等に関する法律」（略称「訪問販売法」）として、第77回国会において、制定された。

#### 制定時の内容
訪問販売法の制定時における本法の主な内容は、以下のとおりである。
- 訪問販売及び通信販売は、政令で指定された物品（指定商品）を販売する場合にのみ、本法の規制対象となる。
- 役務（サービス）の提供に関する契約は、本法の対象とならない。
- 訪問販売業者は、勧誘をする際、顧客に対し、事業者の氏名等を明示し、契約に関する書面を交付しなければならない。
- 通信販売の広告規制
- 連鎖販売取引における不適正な勧誘は禁止され、広告規制が課される。また業者は、顧客に対し、契約に関する書面を交付しなければならない。
- 訪問販売及び連鎖販売取引におけるクーリング・オフ制度（クーリング・オフできる期間は、訪問販売については契約をした日から4日間、連鎖販売取引については契約をした日から14日間）
- ネガティブ・オプション（勝手に商品を送りつける方法）について、物品を送付した日から3ヶ月を経過した場合、業者は、当該物品の返還を請求することができなくなる。物品を送りつけられた者が、業者に対して引取りを請求した場合には、その期間が1ヶ月に短縮される。

### 昭和59年改正
1984年、割賦販売法上のクーリング・オフ期間が4日間から7日間に延長されたのに合わせ、訪問販売におけるクーリング・オフ可能期間が7日に延長された。

### 昭和63年改正

#### 改正の背景及び経緯
本法制定後、訪問販売及び通信販売による小売高が増大し、通商産業省（当時）消費者相談室が受け付けた消費者相談件数のうち、訪問販売及び通信販売に関する相談件数が著しく増加した。
その相談内容をみると、訪問販売に関しては、物品の販売に関するものだけでなく、役務（サービス）の提供に関する苦情が大きな割合を占めるようになり、悪質な業者による販売手口の巧妙化及び複雑化の傾向（具体的には、キャッチセールス及びアポイントメントセールスの登場）が見られた。
また、通信販売については、不適切な表示及び広告に関する苦情が、最も大きな割合を占めた。
さらに、本法制定後、連鎖販売取引に関する紛争は急激に減少していたが、本法の「連鎖販売取引」の定義に該当しないものの、同取引と共通の特徴を有するマルチまがい商法が登場し、これに関する紛争が生じるようになっていた。
なお、1985年（昭和60年）には、豊田商事事件が発生し、社会問題化している。

#### 改正の内容
こうした状況を踏まえて、1988年（昭和63年）、本法が大きく改正された。改正の主な内容は、以下のとおりである。
- 訪問販売及び通信販売における指定商品を拡充し、役務（サービス）及び権利も指定対象とされた。
- 訪問販売については、キャッチセールス及びアポイントメントセールスの方法により誘引した顧客と店舗内で契約した場合も、訪問販売に含めることとした。
- 通信販売については、誇大広告を規制の対象とした。
- 従来、再販売をする場合に限定されていた「連鎖販売取引」の定義を変更し、紹介及び委託販売による場合も、「連鎖販売取引」に含め、規制対象とした。
- 訪問販売におけるクーリング・オフ期間が、従来の7日から8日に延長された。
- ネガティブ・オプションにおいて、事業者が返還請求権を失う期間が3ヶ月から14日に短縮された（引取請求があった場合は7日)。

### 平成8年改正

#### 改正の背景及び経緯
日本は、1990年代中期から、失われた10年とも言われる不況に突入し、国民の間には雇用に対する不安が広がっていたことから、資格に関する関心が高まり、資格取得のための通信教育に対する需要が増加したが、時を同じくして、テレマーケティングが発達し、電話を利用した取引形態が急速に普及した。このような状況下において、通信教育を中心とする電話勧誘販売に関する紛争が増加した。
また、昭和63年改正後、紛争が減少していた連鎖販売取引についても、平成3年以降、過剰なセールストークによる勧誘等に起因する紛争が増加していた。
これらの紛争に対処するため行われたのが、平成8年改正である。

#### 改正の内容
改正の主な内容は、以下のとおりである。
- 従来は通信販売の一種として把握されており、主に広告に関してのみ規制されていた電話勧誘販売が、独立の取引形態として規定されることとなり、書面交付の義務化及びクーリング・オフ制度の導入等、訪問販売に類似した規制が設けられた。
- 連鎖販売取引については、従前統括者及び勧誘者のみが刑事罰の対象となっていたところ、それ以外の者（一般連鎖販売業者)も刑事罰の対象になりうることとなった。
- クーリング・オフ期間が14日間から20日間に延長された。
- 消費者が、行政機関に対して、調査及び措置を求める申出制度が設けられた。

### 平成11年改正
平成11年改正によって、特定継続的役務提供（具体例：エステティックサロン、外国語会話教室等）に対する規制が設けられた。
継続的役務取引については、不公正な勧誘等による紛争のほか、契約が長期にわたるため、事情変更（契約者の転居等）による中途解約の必要性が高いにもかかわらず、これに関して業者側に不当に有利な契約（高額な違約金等）がされていることによる紛争が生じていたので、これらへの対処として、クーリング・オフ制度及び中途解約制度等が導入された。
また、罰則の強化（不実告知等の場合に法人に課される罰金の上限を3億円に引き上げ）などが行われた。

### 平成12年改正

#### 改正の背景及び経緯
いわゆる内職商法・モニター商法被害、特定負担（連鎖販売取引に伴う金銭的負担）を2万円未満とする連鎖販売取引、広告と契約手続との区別が不明確なインターネット取引における紛争（広告を見ていただけのつもりが、いつのまにか契約申込画面となっており、契約を締結したことになっていた等）といった当時の訪問販売法の規制の及ばない消費者トラブルが急増していた。。
（内職商法は主に電話勧誘により、モニター商法は主に訪問販売の方法により勧誘されていたものの、訪問販売法は消費者保護を目的とする法律であり、同法10条（当時）が、業者に対して契約の申込みをした者が、「営業のために」若しくは「営業として」当該契約を締結した場合を適用除外としていた関係で、当時の訪問販売法の規制が及ばなかった。 
これらの問題に対処するため、平成12年改正が行われた。

#### 改正の内容
改正の主な内容は、以下のとおりである。
- 本法の題名が、「訪問販売法」から、「特定商取引に関する法律」に改題され、条名が振り直された。
- 業務提携誘引販売取引（いわゆる内職商法及びモニター商法がこれに含まれる。）に関する規定が新設され、連鎖販売取引とほぼ同様の規制がされた。
- 連鎖販売取引における広告規制の強化
- 通信販売における広告規制の強化（インターネット販売を念頭に、顧客の意に反する申込みをさせる広告が禁止された。）
- 連鎖販売取引における特定負担に関する金額要件の削除

### 平成14年改正
携帯電話に対する広告メールの一方的な送信（いわゆる迷惑メール）に対処するため、オプトアウト規制（広告の送付は原則として自由であるが、送信を拒否した者に対して広告を送信することを禁止した。） なお、後述のとおり、上記オプトアウト規制は、平成21年改正により、事前の承諾を得た顧客以外に対する電子メール広告の送信を禁止するオプトイン規制に改められた。
なお、特定電子メールの送信の適正化等に関する法律（特定電子メール法）も同年に施行された。

### 平成16年改正
特定商取引全体について、紛争が増加傾向にあったことから、全般的な規制の強化が行われた。主な改正内容は、以下のとおりである。
- 訪問販売において、販売目的を秘したうえでのキャッチセールス等により契約締結させることが禁止された。[注釈 3]
- 不実告知と併せて直罰の対象とされた。家庭への戸別訪問で行われることの多い「点検商法」（例・水道局や保健所をかたり水道水を点検→汚れているので浄水器を売り込む）などへの対策である。

- 不実告知の明確化及び刑事罰の導入（従前行政処分のみであった。）
- 適合性の原則に反する勧誘の禁止
- 不実告知等による契約の取消し制度導入
- クーリングオフの行使について販売者から妨害があった場合は、妨害がなくなり「クーリング・オフ妨害解消のための書面」を受領するまでは、クーリングオフ期間が進行しないようになった。
- 連鎖販売取引に関する商品販売契約について、中途解約のルール化。以下の条件にすべて該当する場合、一定額（購入価格の90%相当）の返金が得られる。直接の購入元が無資力の場合は、販売会社に対して返金請求が可能。
  - 入会後1年未満
  - 受領して90日未満の商品
  - 商品を再販売していないこと
  - 商品を使用又は消費していないこと
  - 商品を棄損していないこと
- 事業者が不実告知を行ったかについての判断のために、行政庁が合理的根拠を示す資料の提出を求めうると共に、当該資料が提出されない場合の不実告知みなし規定を設ける法6条の2に導入等、行政機関の権限強化が図られた。

### 平成20年改正

#### 改正の背景及び経緯
高齢化社会及び核家族化の進展により、独居生活を送る高齢者に対する悪質な訪問販売が社会問題化した。 例えば、2005年には、埼玉県富士見市に居住する認知症を患った高齢者宅に、住宅リフォーム工事業者計19社が次々と訪問販売を行い、クレジット契約を利用して、総額約5000万円に及ぶリフォーム契約を締結させた結果、当該高齢者は支払い不能に陥り、クレジット業者が、当該高齢者の自宅について強制執行の申立てを行い、これが競売に付されるという事件が発生している。
こうした事件は、割賦販売法によるクレジット契約に対する規制強化のみならず、本法における過量販売規制を創設することにも影響した。

#### 改正の内容
平成20年改正は、指定商品制の廃止など、大改正となり、改正法は、2009年12月1日に施行された。改正の主な内容は、以下のとおりである。 なお、本法の改正と同時に、割賦販売法についても大きな改正がされた。
- 訪問販売・電話勧誘販売・通信販売について、指定商品ないし指定役務にのみ本法が適用されるとの規制方法を改め、原則として全ての商品及び役務取引に本法が適用されることとなった。[注釈 4]
- 訪問販売について、再勧誘禁止(法3条の2)及び過量販売規制（法9条の2）を導入した。
  - 通常必要とされる量を著しく超える商品等を購入契約をした場合(過量販売)、契約後1年間は契約を解除できる。ただし、消費者にその契約を結ぶ特別の事情があった場合は例外。
- クーリング・オフをした場合の使用利益の扱いを明確化した。
  - 訪問販売におけるクーリング・オフがあった場合、仮に商品を使用していた場合でも、事業者はその対価を原則請求できない。
- 電子メール広告におけるオプトイン規制（事前承諾のない顧客に対する電子メール広告の送信禁止）への転換
- 通信販売において、返品の可否及び条件について広告に記載がない場合には、8日間、契約の解除ができることとされた（法15条の2）
- 訪問販売協会による会員除名規定及び被害者救済基金制度の創設
- 特商法に違反する不当勧誘等について、消費者団体訴訟制度の対象とした。

### 平成24年改正
平成22年頃から、貴金属価格の高騰を背景に、（主に）高齢女性宅を訪問した上で貴金属を使ったアクセサリー等を強引かつ安価に買い取る「押し買い」を巡るトラブルが増加していた。
このような訪問買取については、消費者と事業の契約であるから消費者契約法が適用されることは勿論として、事業者は古物営業法の規制の対象となる。
しかし、前者は民事法であるため業者に対する規制を行うことはできないこと、古物営業法はあくまでも盗品流通の防止等を目的としており、消費者保護を目的とするわけではないので勧誘方法等についての規制は存在しないという状況だった。
このような状況を背景に、訪問購入に関する規制が設けられることになった。
主な規制内容は以下の通りであり、訪問販売の規制に類似している部分が多い。(詳細は訪問購入を参照。）
- 訪問購入に際しての不実告知の禁止
- 書面交付義務
- 8日間のクーリングオフ

### 平成28年改正
主な改正内容は以下の通り。
- 次々と法人を立ち上げて違法行為を繰り返す業者への対処のため、法人の取締役等個人に対する業務禁止命令を発出可能とし、そのような者が役員等となって業務停止命令を受けた法人と同様の事業を営んでいる場合に、後続企業に対する業務停止命令等を可能に（法8条の2）。
- 所在不明事業者に対し、公示送達の方法により行政処分可能に。
- 電話勧誘販売についても、訪問販売の場合と同じく過量販売規制が導入され、過量販売がなされた場合1年間の契約解除権が認められた。
- 不実告知等による契約取消権の時効が、追認可能時から1年に延長された（従前は6ヶ月）。
- 通信販売におけるファクシミリについて、オプトイン規制を導入。

### 令和3年改正

#### 改正の背景および経緯
通信販売において、「お試し価格」として格安の値段が広告に示されていたので購入したところ、実際は数カ月分の定期購入契約を締結することになっていたなど、詐欺的な定期購入に係るトラブルが急増していた。
また、デジタル社会を推進し、消費者の利便性を向上するために、訪問販売等に係るクーリングオフ通知を電子メール等の電磁的方法によることを許容することとした。
更に、法4条・5条等が、事業者が契約成立時に消費者に交付すべきとしている、契約内容等を記載した書面（法定書面）についても、相手方の同意があれば電磁的方法による交付を許容することとした。
このうち、法定書面の交付を電磁的方法によることを許容することについては、法定書面の交付義務を定める意義を没却しかねないとして、日本弁護士連合会や消費者団体から強い反対意見があった。
その結果、通信販売およびネガティブ・オプションに関する規制強化の部分が令和4年6月1日までに先に施行され、契約書面等を電磁的方法により交付することを可能とする改正については、2022年6月23日現在施行日未定の状況である。

#### 改正内容
主な改正内容は以下の通り。
- 特定申し込みにかかる書面ないし手続きが表示される映像面（いわゆるカート画面）に分量等の表示義務が設定された。
- 上記分量等について誤認を招くような行為を禁止し、その違反を直罰の対象とした。
- ネガティブ・オプションについて即時の処分権が認められた。
- 事業者が交付すべき書面について、電磁的方法によることが可能となった。

## 規定の特徴

### 規制する類型
本法は、以下の7つの類型の取引を「特定商取引」として定義し、規制の対象としている。
- 訪問販売
- 通信販売
- 電話勧誘販売
- 連鎖販売取引
- 特定継続的役務提供
- 業務提供誘引販売取引
- 訪問購入

また、法59条は、（そもそも取引ではないため）特定商取引には含まれないが、売買契約に基づかないで一方的に商品を送りつけてくる商法（「送りつけ商法」又は「ネガティブ・オプション」という。）について、相手方に即時の処分権を認めている。
(取引類型毎に若干異なるものの）特商法の規制は、主に広告や勧誘の方法や、その際に表示すべき事項に関する規制が中心で、規制に反した者に対する行政処分（業務停止命令等）及び刑事罰についての規定は存在しているが、参入規制（一定の事業を行うことについて登録性や許可制とする等）が存在していないことが特色とされる。
以上のような行政的な行為規制に加えて、クーリング・オフ等、民事的な契約解除に関する特別な規定も設けている。
このうち、訪問販売と電話勧誘販売、連鎖販売取引と業務提供誘引販売はそれぞれかなり類似した規制がなされている。
また、1つの取引が連鎖販売取引であると同時に、特定継続的役務提供といったように、複数の類型に該当する場合がある。
その場合には双方の取引類型に関する規制が及ぶ。

### 主体
連鎖販売取引及び業務提供誘引販売を除き、本法の規制の適用を受ける主体は、主として「販売業者」（役務提供事業者を含む。訪問購入における購入業者もおおよそ同義である、本項では販売業者と役務提供事業者、購入業者を併せて、「販売業者等」ということがある。）である。
（連鎖販売取引及び業務提供誘引販売取引については適用主体に特別の限定は存在していない。）
法は販売業者について定義規定を置いていないが、その意義は一定の事業を業として営む者、すなわち、客観的に見て「営利の意思を持って反復継続的に取引を行う者」であるとされる。
この定義自体は、販売業者等を主体とする規制全般に同義であるが、実務上問題となることが多いのが、（特に個人が）インターネットオークションに商品を出品する場合である。
消費者庁は特にその点に焦点を当てたガイドラインを設けている。

### 対象商品
平成20年改正前の本法は、訪問販売・通信販売・電話勧誘販売が適用される場合を対象物品等の面において大きく限定していた。
すなわち、商品・役務・権利について、指定商品制等が取られ、政令で定める特定の商品等のみを販売等する場合のみ、本法の規制が及んでいた。
平成20年改正はそのような状況を大きく転換し、原則として全ての商品・役務を本法の適用対象としたうえで、一定の商品等についてのみその適用を除外するものとした。
具体的に適用除外がなされる場合は、株式会社以外の者が発行する新聞の販売（法26条1項6号)等、政治活動や宗教活動に対する萎縮を招きかねない場合や、弁護士が行う法律事務（法26条1項7号）他、国家有資格者による業務（令別表第二）、金融商品取引業者が行う金融商品取引（法26条1項8号イ)等、他の法律等による規制がなされている分野である。。
他の法律により登録制や許可性が設けられている場合には、原則として登録・許可等を得た者によってなされる場合にのみ特商法の適用除外となり、無許可業者が同様の取引を行った場合には特商法の適用がある。
権利の販売については、令和4年6月23日現在、政令で定める特定権利を取扱う取引のみが本法の適用対象となるものの、〇〇権と称するものであっても、CO2排出権などは役務に該当するとされる。。
なお、連鎖販売取引及び業務提供誘引販売取引については、規制当初より指定商品制等は取られておらず、また訪問販売等の場合と異なり、適用除外品目も基本的にない。
また、特定継続的役務提供については、特商法に規定が設けられた当初より、令和3年改正時点においても、政令による指定制である。

### 相手方
本法は一般消費者の保護を目的としているものの、ここにいう「消費者」の意義は、例えば消費者契約法におけるそれより若干広い。
例えば、特商法26条1項は購入者等が契約を、「営業のために若しくは営業として締結する」場合を訪問販売・電話勧誘販売・通信販売の適用除外としている。
しかし、この規定も購入者等が事業者や法人である場合を一律に適用除外とする趣旨ではなく、そのような場合でも本法の規制が及ぶことはありうるとされる。
また、連鎖販売取引や業務提供誘引販売取引については、取引の性質上、購入者等が法的な意味での商人に該当することも一般的であるが、多くの場合取引に不慣れな一般消費者であると考えられるため、「営業のために若しくは営業としてする」場合を適用除外としない。

## 規制の詳細

### 訪問販売(3条ー10条)
訪問販売を参照。

### 通信販売(11条ー15条の4)
通信販売を参照。

### 電話勧誘販売(16条ー25条)
電話勧誘販売を参照。

### 連鎖販売取引(33条ー40条の3)
連鎖販売取引を参照。

### 特定継続的役務提供(41条ー50条)
特定継続的役務提供を参照。

### 業務提供誘引販売取引(51条ー58条の3)
業務提供誘引販売取引を参照。

### 訪問購入（58条の4ー58条の17）
訪問購入を参照。

### ネガティブ・オプション(59条)
ネガティブ・オプションを参照。

## 業界団体
訪問販売、通信販売を営む事業者が加入する業界団体として、本法第27条から第29条の5で「訪問販売協会」が、第30条から第32条の2で「通信販売協会」が規定されており、それぞれ日本訪問販売協会、日本通信販売協会として設立されている。